# 조 바이든 대통령 취임식 보안 준비
2021년 1월 6일에 미국 국회의사당이 습격당하면서 2주 뒤인 1월 20일에 열린 조 바이든 대통령 취임식에 대한 보안 우려가 고조되었다. 2001년에 조지 W. 부시의 첫 번째 취임식 이후로 모든 대통령 취임식은 국가보안특별행사로 지정되었지만, 바이든 취임식은 이례적으로 취임식 전 주부터 특별행사로 지정되었다. 하지만 바이든은 취임식을 미국의 역량, 끈질김과 결의를 보여주기 위해서는 바깥에서 진행할 필요가 있다며 실내에서 진행하지 않기로 하였다. 바이든 취임식 보안 자문은 리사 모나코 전 국토안보부 고문이 맡았다.

## 비밀 경호국
바이든의 취임을 방해하고 미국 전역에 분란을 조장하기 위한 국회의사당 습격과 후속 위협으로, 비밀 경호국은 1월 6일에 국회의사당에 일어났던 참사가 반복되는 걸 막기 위해 현대 미국 역사상 그 어느 때보다도 최대 규모의 보안 작전을 실행하였다. 1월 11일, 트럼프는 취임식 경호를 위해 연방재난관리청을 통해 워싱턴에 연방 지원을 허용하도록 하는 긴급사태 요청을 승인하였다. 1월 14일, FBI, 국토안보부와 다른 연방 및 지방 기관이 발행한 13쪽 분량의 '공동위협평가'는 취임식에 있어서 가장 큰 위협은 국내 극단주의 단체이고, 이후 외국 세력과 극단주의 드론 공격을 들었다. 이와 별도로, FBI는 극우 극단주의자들이 취임식장에 침투하기 위해 국가경비대원을 사칭할 가능성이 있다고 경고했으나, 국가경비대원 사전 검사에서 '보안상의 이유'로 12명만 취임식 주둔 임무에서 제외되었다.
같은 날, 비밀 경호국은 취임식 보안을 다른 기관과 조율하기 위해 다중기관지휘센터 (MACC)를 설립하였다. 계획보다 엿새 일찍 설립된 MACC는 FBI, 연방보안관, 국방부, 공원경찰, 워싱턴 경찰을 포함한 경찰 기관과 가스 회사, CSX 교통, 암트랙과 같은 사기업 및 공기업 등 5-60여개 기관이 포함되었다. 워싱턴 경찰의 요청에 따라, 연방보안관은 취임식 보안을 지원하였으며, 미국 전역에서 최대 4천 명의 지역 경찰을 파견할 계획을 수립하였다. 취임식 무대 건설에 필요한 펜스와 장벽이 무너지면서, 1월 17일에 예정되었던 예행 연습이 보안상의 문제로 1월 19일로 미루어졌다. 취임식을 방해하거나 식장을 무너뜨리는 것을 막기 위해 의사당 주위에 높이 2.1m의 장벽과 콘크리트 분리대가 설치되었다. 하지만 취임식은 별다른 이상 없이 진행되었고, 장벽과 분리대는 제거되었지만 보안 강화는 계속되었다.

## 국회의사당 작전
국가경비대를 워싱턴에 배치하는 것은 미국의 50개 주와 3개 자치령은 물론 컬럼비아 특별구에서 도착하는 대원들로 복잡한 작전이였다. 컬럼비아 특별구 국가경비대의 윌리엄 J. 워커 소장이 지휘 하에 부대원들은 교통 정리와 지상 순찰 등 다양한 역할을 수행하였다. 워싱턴에 도착한 부대원들은 코로나19 설문지에 응답해야 했지만, 작전에 참여하기 위해 코로나19 검사를 받았던 부대원들은 소수에 불과하였다.
| 날짜            | 대원 수 (예상치) |
| --------------- | ---------------- |
| 1월 14일        | 7,000            |
| 1월 16일 (아침) | 10,000           |
| 1월 17일 (아침) | 16,500           |
| 1월 18일 (저녁) | 21,500           |
| 1월 19일 (아침) | 25,000           |

워싱턴에 배치된 국가경비대원 수는 취임식을 앞두고 꾸준히 증가하였으며, 취임식 전야에는 최대 배치 병력인 2만 5천 명을 달성하여 기존 취임식보다 세 배가량 많았다. 워싱턴에 배치된 병력은 미국 남북전쟁 이후로 최대 규모로, 보안 병력이 많았던 에이브러햄 링컨의 첫 번째 취임식과 비슷한 수준이며 1968년 워싱턴 폭동에 배치된 1만 3천 명을 훌쩍 넘었다. 수천 명이 의사당 방문자 센터의 해방관에서 머물렀으나, 사회적 거리 두기와 마스크 착용과 같은 코로나19 방역 지침이 지켜지지 않아 대원 250명이 코로나19 확진 판정을 받았다. 대부분의 주지사와 주 군무국장은 경비대원을 더 보내달라는 증원 요청을 수락했지만, 몇몇 주지사는 주도를 지킬 병력이 필요하다는 이유로 거절하였다.
1월 21일 이른 오후, 의회경찰대는 의회가 다시 재개하면서 복도와 개방 공간을 드나드는 사람들이 늘어나면서 국가경비대원 3,500명 전원을 서굿 마셜 연방사법건물 지하주차장으로 이동하였다. 주차장에는 조명이 있고 난방이 되었지만 수천 명이 주둔하기에는 시설이 충분하지 않았다. 이 결정은 터무니 없는 처사라며 국회의원 다수가 비판하였고 대원들은 다시 의사당으로 원위치하였다. 요가난다 피트먼 의회경찰대장 대행은 국가경비대에게 의사당을 비우라는 명령을 내리지 않았고 의회경찰대는 보초 서는 시간을 줄여 의사당 내에서 잠을 잘 필요를 덜게 하였다고 밝혔다.
취임식 후, 국가경비대는 작전 규모를 축소하고, 장비를 점검하고, 여행 계획을 정리하고, 코로나19 검사에 돌입하였다. 대원 대부분은 취임식 개최 일주일 이내에 귀환했지만 7천여 명은 1월 말까지 워싱턴에 계속 주둔하였다. 국회의사당에 머무르고 있는 대원 5천여 명은 2월 9일부터 13일까지 진행된 도널드 대통령의 두 번째 탄핵 심판과 양원 합동회의에서 바이든의 첫 국정연설을 앞두고 일어날 폭력 사태에 대비해 3월까지 주둔한다.

## 항공 보안
취임식을 앞두고 미국 교통안전청은 무작위 게이트 검사, 폭발물 감지견, 항공 경찰 등을 추가 배치하면서 워싱턴 지역 세 개 공항의 항공 보안을 강화하였다. 평소 제약이 많았던 워싱턴 지역 상공은 보안이 더 삼엄해졌다.

## 기타 군사 작전
국방부는 국가경비대 뿐만 아니라 현역 군인 2,750명을 취임식 작전에 투입하였는데, 2천 명은 취임식 행사에서 군악대, 기수, 취임식 대포, 보초 및 안내원 등의 역할을 맡았고, 나머지 750명은 화학, 생물학, 방사선 및 핵 방어 (CBTN 방어), 폭탄처리반, 군수·통신병, 의무병 등 특수 업무를 맡았다. 또한 미국 해안경비대는 워싱턴 상공과 강변을 감시하였다.

## 이동 제한 및 현장 폐쇄
주최 측은 취임식 주간 동안 정치적 폭력 행위의 우려로 군중들이 워싱턴을 방문하는 것을 가급적 자제하도록 다음과 같이 전례 없는 노력을 기울였다.
- 워싱턴 시장 뮤리얼 바우저는 취임식 주간에 여행자들이 워싱턴을 방문하지 말 것을 당부했으며,[7] 인사관리국은 연방 기관에게 연방 공무원들이 취임식 주간에 재택근무를 허용할 것을 요청하였다.[9]
- 기존 취임식 때 군중들이 모여서 행사를 관람할 수 있었던 내셔널 몰과 워싱턴 기념탑은 이번 취임식 때 일반에 공개되지 않았다.[7] 워싱턴 시내의 캐피톨힐, 유니언역, 링컨 기념관, 백악관 일대는 취임식 다음 날인 1월 21일까지 도로가 다수 폐쇄되고 주차 또한 대부분 금지되었다.[34][35]
- WMATA는 1월 15일부터 21일까지 시민들의 안전을 보장하고 보안구역 내 이동을 제한하기 위해 워싱턴 메트로 13개역을 폐쇄하고 나머지 지하철 구간은 토요일 시간표에 따라 운행하였다. 메트로버스 또한 같은 이유로 시내 중심가를 지나는 노선은 우회 조치하였다.[36][37]
- 메릴랜드와 버지니아주 교외에서 운행하는 MARC 트레인과 버지니아 레일웨이 익스프레스 통근열차는 취임식을 앞두고 운행이 중단되었다.[38][39] 암트랙은 워싱턴 D.C.에 여행 경보를 발령하고 보안을 강화했으며, 노스이스트 리저널 열차는 1월 19일과 20일에 버지니아주로 향하는 워싱턴 이남 구간의 운행이 중단되었다.[40]
- 에어비앤비는 워싱턴 내 모든 예약을 취소했으며, 주요 항공사들은 워싱턴으로 가는 승객들이 총기류를 수하물로 부치는 것을 금지했으며, 워싱턴 지역의 한 호텔 직원 노조는 호텔에 경호 업무를 맡는 필수인력만 손님으로 받아줄 것을 요구하였으며, 워싱턴 국회의사당 근처 실내 주차장은 폐쇄되거나 다른 곳으로 우회 조치하였다.[41][42][43]
- 버지니아주는 워싱턴으로 이어지는 시어도어 루즈벨트 다리, 알링턴 메모리얼 다리, 주간 고속도로 제395호선, 14번가 등 4개 교량을 폐쇄하였다.[44] 키 다리와 우드로우 윌슨 메모리얼 다리 사이 포토맥강 16km 구간의 선박의 통행 또한 금지되었다.[45]
- 1월 15일, 하원 감시위원회는 에이비스, 허츠, 매리엇, 하얏트 등 렌트카 및 호텔 업체 27곳에 국내 테러리스트가 취임식을 표적으로 삼는 것을 막기 위해 이용객들을 사전 검사할 것을 요청하였다.[5]

## 사건사고
1월 15일, 의회경찰대는 '허가되지 않은' 신분증을 들고 국회의사당 보안구역에 진입하려 한 버지니아주 프론트로열의 31세 남성을 체포하였다. 이 남성은 픽업트럭으로 검문대를 통과하려 하였으며, 그는 경찰의 심문을 받고 센터 콘솔에 글록 권총이 있다고 진술하였다. 차량 수색 뒤, 경찰은 트럭에서 500발 이상의 탄약과 24발의 엽총 포탄도 발견하였다고 밝혔다. 사립 경비원이라고 주장하였던 이 남성은 취임식을 앞두고 시내 보안 업무를 돕고 있었다고 말했다. 그는 장전된 총과 엽총 포탄을 가지고 있다는 사실을 인정했지만, 500발 이상의 탄약을 가지고 운전한 사실을 부인하였다. 그는 워싱턴에 오기 전에 트럭에서 무기를 꺼내는 것을 잊었다고 말하면서 도시에서 실수로 길을 잃었지만 그가 부여받은 신분증으로 취임식장에 진입하려 했다며 이는 '정직한 실수'라고 주장하였다. 남성은 무허가 권총 소지, 무허가 총기 및 탄약 소지 혐의 등으로 기소되었다. 워싱턴 포스트는 이 남성이 극단주의외 별다른 연관이 없으며 경찰에 충분히 협조했다고 보도하였다. 그는 법원 출석을 제외하고 취임식 동안 워싱턴을 방문하지 않는 조건에서 풀려나 불구속 재판을 받게 되었다.
1월 17일, 버지니아주 고든스빌의 22세 자칭 트럼프 지지자가 국회의사당 근처에서 글록 22 권총 한 자루와 고성능 탄창 세 개, 미등록 탄약 37발을 소지한 혐의로 체포되었다. 이 남성은 무허가 권총 소지, 대용량 탄약 공급 장치 소지, 무허가 탄약 소지 혐의로 체포되었다. 같은 날, 코네티컷주 스트랫퍼드에서 온 63세 여성이 유니언역 근처 검문소에서 경찰과 '바이든 행정부 인사'를 사칭하였다. 여성은 이후 경찰로부터 달아나다가 결국 체포되었다. 정신 감정을 거친 여성은 경찰 사칭, 경찰관 명령 불복, 경찰관으로부터 도주한 혐의 등으로 체포되었다.
또한 1월 17일, 뉴멕시코주 오테로 카운티 의원 및 '트럼프를 지지하는 카우보이' 단체 대표인 쿠이 그리핀이 워싱턴에서 체포되었다. 그리핀은 1월 6일 국회의사당 습격에 참여하였고 취임식을 앞두고 워싱턴에 총을 들고 돌아와 국회의사당을 '피바다'로 만들 집회를 열겠다고 벼르고 있었다. 그리핀은 접근이 통제된 건물에 무단 침입한 혐의로 체포되었다.
1월 18일에 국회의사당에서 취임식 예행연습을 앞두고 인근 H가의 한 노숙자 텐트에서 불이 나 국회의사당의 출입이 봉쇄되었으며, 취임식장에는 대피령이 내려졌으며, 특별구 소방서에서 출동하였다. 화재는 안내방송을 통해 의사당 내 관계자들에게 알려졌고, 의원들은 구내 안전 장소로 대피하라는 권고를 이메일로 받았다. 취임식장에서 예행연습에 참가하던 군악대와 다른 관계자들은 대피하였다. 작은 불은 빠른 시간 내에 진압되었고 한 명이 부상당했으며 생명에는 지장이 없다. 이 화재로 국회의사당 너머로 연기 구름이 보였다.